# Hypodaria
Hypodaria é um gênero de mariposa pertencente à família Crambidae.